# Patsch (Tirol)

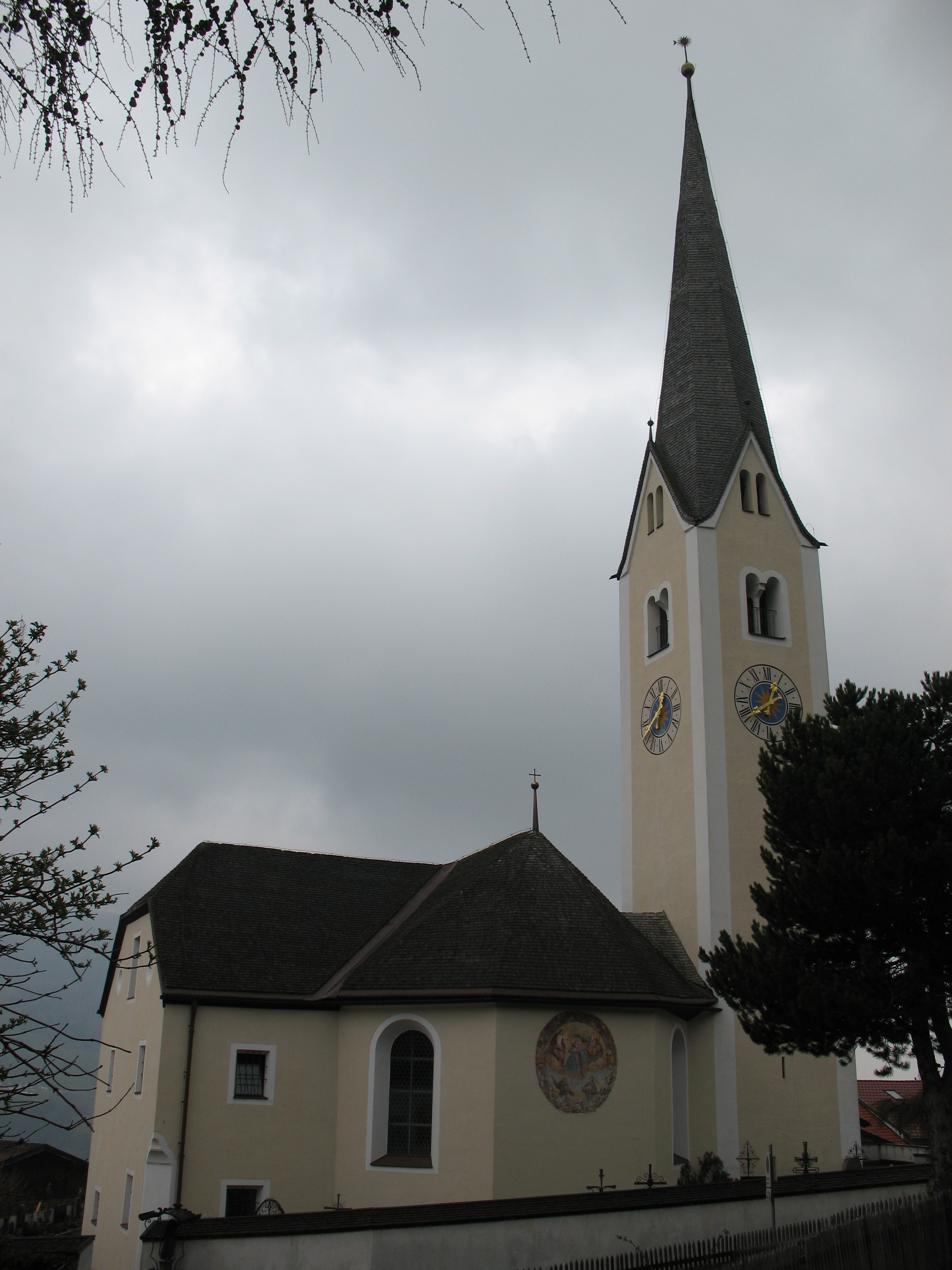
Pfarrkirche Hl. Donatus

Patsch ist eine Gemeinde mit 1143 Einwohnern (Stand 1. Jänner 2024) im Bezirk Innsbruck-Land in Tirol (Österreich). Die Gemeinde liegt im Gerichtsbezirk Innsbruck.

## Geografie
Patsch liegt auf der Mittelgebirgsterrasse am Eingang des Wipptals, am Fuß des Patscherkofel südlich von Innsbruck. Zum Gemeindegebiet gehören neben dem an der alten Salzstraße liegenden Kirchdorf die Ortsteile Kehr, Rinnerhöfe (Pfrauns), Sillwerk, Ruggschrein, Ahren und Bahnhof. Höchster Punkt der Gemeinde ist mit 2246 m der Patscherkofel. An dessen Westhang liegt die Patscher Alm. In Ruggschrein war früher eine Zollstätte der wichtigen von Hall in Tirol nach Matrei führenden Salzstraße.
Das Naturschutzgebiet Rosengarten ist durch mehrere nord-süd-orientierte Spazier- und Feldwege entlang der Terrassenstufen gut erschlossen, die von Patsch oder vom Grünwalder Hof ausgehen. Das Schutzgebiet gehört zu den Naherholungsgebieten im Einzugsbereich von Innsbruck. Eine Sehenswürdigkeit in diesem Gebiet ist die (allerdings schon zum Gemeindegebiet von Innsbruck gehörende) archäologische Fundstätte am Goldbichl.

### Gemeindegliederung
Patsch besteht aus einer einzigen, gleichnamigen Katastralgemeinde und Ortschaft.
| Katastralgemeinden | Ortschaften in der Gemeinde |
| ------------------ | --- |
| Patsch (9,73 km²)  | Patsch (D) Gänsbichl (Sdlg) Kehr (W) Klimahaus am Patscherkofel (Hgr) Patsch-Bahnhof (Hgr) Patscherkofel (ZH) Rinnerhöfe (W) Ruggschrein (Hgr) Sillwerk (Sdlg) Zoller (Sdlg) |
| Legende            | |

| In der Spalte Katastralgemeinden sind sämtliche Katastralgemeinden einer Gemeinde angeführt. In der Klammer ist die jeweilige Fläche in km² angegeben. |
| In der Spalte Ortschaften sind sämtliche von der Statistik Austria erfassten Siedlungen, die auch eine eigene Ortschaftskennziffer aufweisen, angeführt. In der Hierarchieebene derselben Spalte, rechts eingerückt, werden nur Ansiedlungen, die mindestens aus mehreren Häusern bestehen, dargestellt. Die wichtigsten der verwendeten Abkürzungen sind: - M = Hauptort der Gemeinde - Stt = Stadtteil - R = Rotte - W = Weiler - D = Dorf - ZH = Zerstreute Häuser - Sdlg = Siedlung - Hgr = Häusergruppe - E = Einzelgehöft (nur wenn sie eine eigene Ortschaftskennziffer haben) Die komplette Liste der Statistik Austria ist in: Topographische Siedlungskennzeichnung nach STAT Zu beachten ist, dass manche Orte unterschiedliche Schreibweisen haben können. So können sich Katastralgemeinden anders schreiben als gleichnamige Ortschaften bzw. Gemeinden. Quelle: Statistik Austria – |

### Nachbargemeinden
Alle vier Nachbargemeinden von Patsch liegen im Bezirk Innsbruck-Land.

## Geschichte
Patsch gilt als das älteste Dorf des südlichen Mittelgebirges, viele Flurnamen weisen auf eine vorrömische bzw. römerzeitliche Besiedlung hin. Die älteste urkundliche Nennung bezieht sich auf Pfrauns (Rinnerhöfe), das um 1150/57 in Besitzaufzeichnungen von Kloster Dießen als „Amfrun“ sowie „Amphrun“ aufscheint. Patsch wird erstmals in einer Urkunde aus der Zeit von 1142 bis 1147 als Pats urkundlich erwähnt. Der Name lässt sich über ein indogermanisches *Patia (‚ausgedehnte Fläche‘) erklären. Im Frühmittelalter war der Ort Mittelpunkt einer Marktgenossenschaft und einer Mutterpfarre. 1256 wurde sie dem Stift Wilten einverleibt.
Der Bau der Brennerbahn 1864 bis 1867 brachte der Gemeinde durch Grundablösen einen Reichtum. Das 1903 unter Josef Riehl errichtete Kraftwerk Obere Sill, auf Patscher und Schönberger Gebiet gelegen, war damals das größte Kraftwerk der österreichisch-ungarischen Monarchie.
Ein weiteres bedeutendes Bauwerk ist die unterhalb das Silltal überspannende, 1963 fertiggestellte Europabrücke.

### Bevölkerungsentwicklung
EinwohnerJahr4005006007008009001000110012001860189019201950198020102040EinwohnerEinwohnerentwicklung von Patsch

## Kultur und Sehenswürdigkeiten
- Die Pfarrkirche St. Donatus wurde nach einem Brand 1399, dem auch das Dorf zum Opfer fiel, 1479 im gotischen Stil wieder errichtet und 1767 barockisiert.
- Das Wirtshaus Grünwalderhof an der Straße nach Igls wurde bereits um 1500 urkundlich erwähnt.
- Patscher Fasnacht:

Eigentlich beginnt in Tirol die Fasnacht nach dem drei Königs Tag also am 7. Jänner. In Patsch ist das anders wir müssen uns bis zum 20. Jänner gedulden. Der Grund dafür, am 7. Jänner 1399 ist das komplette Dorf bis auf den Kirchturm und eine Hofstelle abgebrannt. Seither gehen wir am 20. Jänner in die Fasnacht. Vor dem Zweiten Weltkrieg durften nur Männer die Tradition ausüben. Vor dem Krieg gingen die Patscher Männer Schellenschlagen und Huttlern. Huttlern ist sehr ähnlich wie in Thaur und Rum das Mullern oder in Absam, Mils und Amras das Matschgern. 1976 wurde die bis heute bestehende Brauchtumsgruppe gegründet und Amtlich gemacht. Diese Brauchtumsgruppe führt diese Tradition bis heute fort. 1956 übernahmen die Patscher Frauen das Schellenschlagen von den Männern und sind bis heute die einzigen in ganz Tirol.

## Wirtschaft und Infrastruktur

### Verkehr

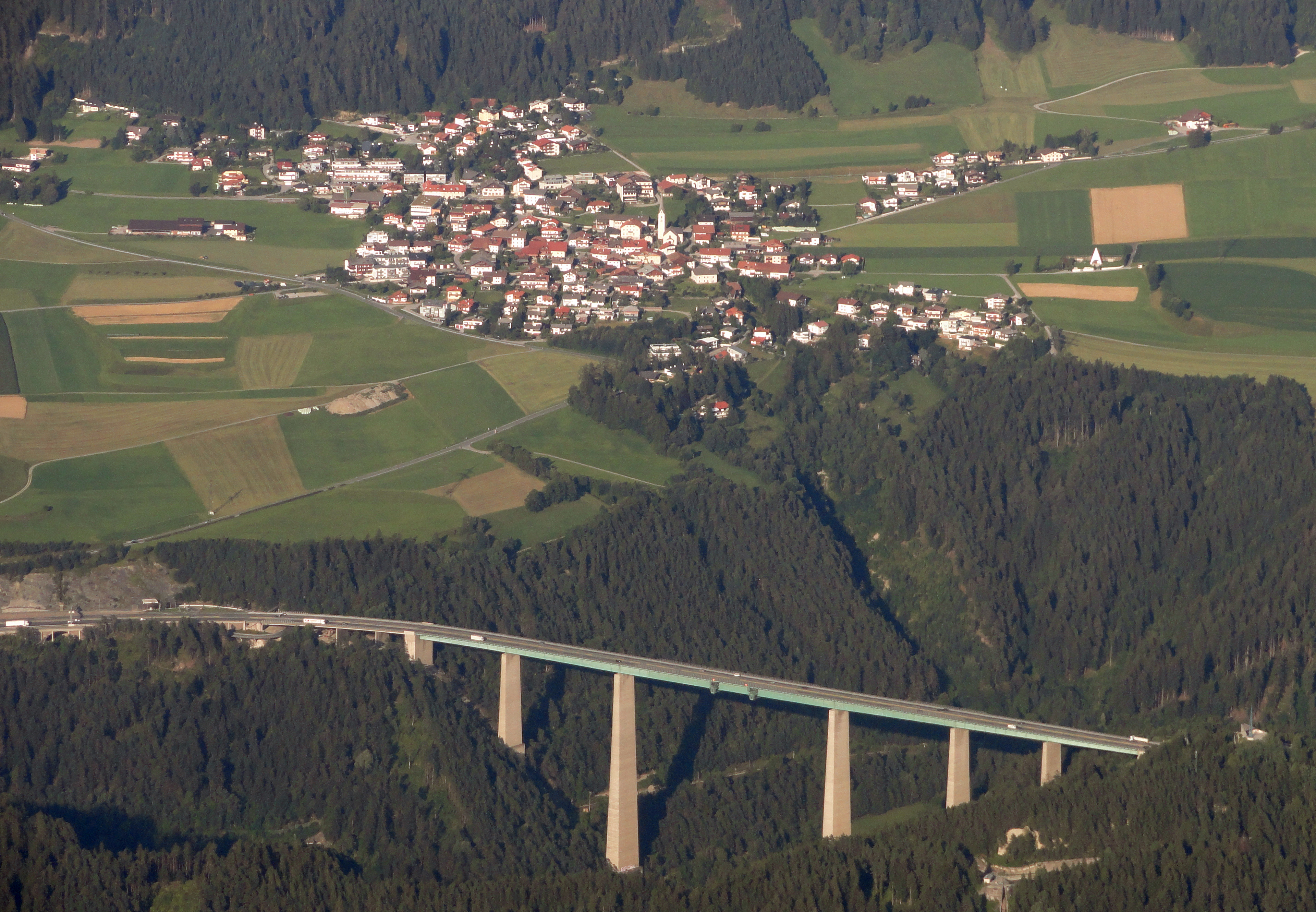
Die Europabrücke mit Patsch im Hintergrund (August 2011)

Patsch lag schon in vorrömischer Zeit an einem bedeutenden Verkehrsweg. Hinweise, dass auch im Mittelalter dieser Verkehrsweg vor allem als Salzstraße von Hall nach Süden stark frequentiert war, fand man 1994 vor dem inzwischen abgerissenen alten Gasthof Altwirt bei Kanalbauarbeiten. Eine steingepflasterte Straße mit tiefen Spurrillen kam bei den Grabungsarbeiten zu Tage. Die Steine wurden nördlich der Patscher Volksschule wieder in der ursprünglichen Weise sichtbar verlegt. Beim „Zollerhof“ wurde Zoll eingehoben. Direkt an der alten Römerstraße gelegen, war der Gasthof Bär schon im 12. Jahrhundert eine wichtige Handels- und Raststation für Kaufleute; hier traf sich auch im Jahr 1809 Andreas Hofer mehrmals mit Josef Speckbacher zu strategischen Sitzungen.
Patsch ist verkehrsmäßig über die Brennerautobahn A 13 mit einer eigenen Ausfahrt (exit 7) sowie vom südwestlichen Mittelgebirge mit einer Straße von Igls und von Ellbögen zu erreichen (Patscher Straße L 33 und Ellbögener Straße L 38).
Die Bahnhaltestelle Patsch der Brennerbahn liegt etwa 200 Meter unterhalb des Ortskerns in der Schlucht der Sill. Die Bahnhofsgebäude wurden im Zuge der Brennerbahnsanierung im August 2012 nach Aufhebung des Denkmalschutzes abgerissen. Bis 14. Dezember 2024 hielten hier noch drei S-Bahn-Züge pro Tag (ein bis zwei pro Richtung), inzwischen wurden auch diese Halte gestrichen und für Dezember 2025 ist die offizielle Auflassung der Haltestelle geplant. Wichtiger für die öffentliche Verkehrserschließung ist die Regionalbuslinie 560, die Patsch mit Innsbruck, Matrei und Steinach am Brenner verbindet.
Die Patscherkofelbahn ist eine Gondelseilbahn, die vom gut 300 m erhöht liegendem Innsbrucker Stadtteil Igls bis knapp 300 m unter den Gipfel des Patscherkofels führt. Die Bergstation liegt in Patsch.

## Politik

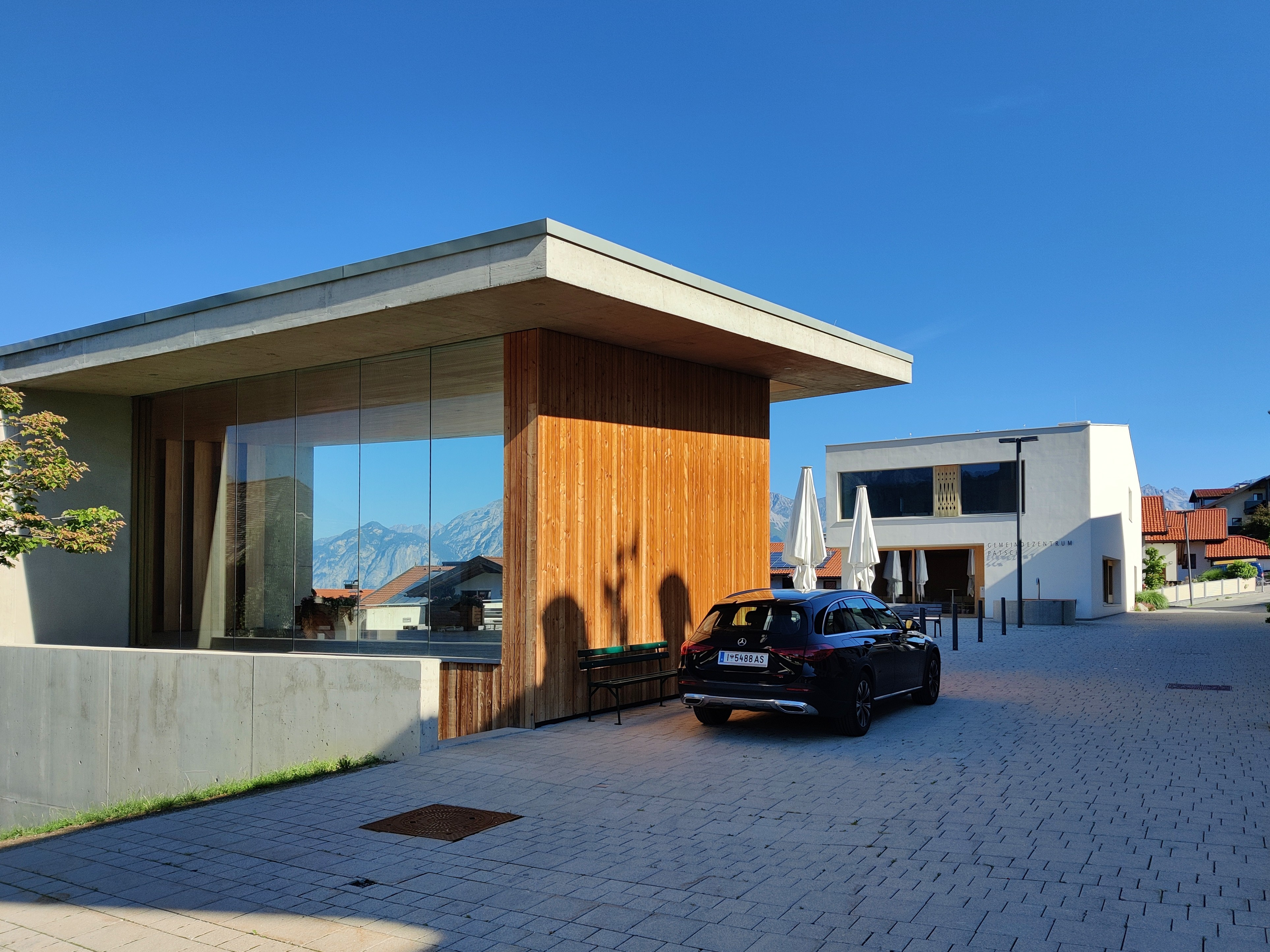
Gemeindezentrum Patsch

### Bürgermeister
Bei der Bürgermeisterwahl 2016 wurde Andreas Danler mit 441 Stimmen (62,38 Prozent) zum Bürgermeister gewählt. Er wurde 2022 als einziger Kandidat mit 313 Stimmen im Amt bestätigt.

### Gemeinderat
| Partei                    | 2022    | 2022    | 2022                 | 2016    | 2016    | 2016                 |
| Partei                    | Prozent | Stimmen | Sitze im Gemeinderat | Prozent | Stimmen | Sitze im Gemeinderat |
| ------------------------- | ------- | ------- | -------------------- | ------- | ------- | -------------------- |
| Bürgermeisterliste Patsch | 100     | 315     | 13                   | 54,65   | 376     | 7                    |
| Zukunft Patsch            |         |         |                      | 45,35   | 312     | 6                    |

## Persönlichkeiten

### Söhne und Töchter der Gemeinde
- Rupert Reindl (1908–1990), Bildhauer und Krippenschnitzer

### Mit der Gemeinde verbundene Persönlichkeiten
- Johannes Jobst (1920–2014), Bischof